# Robert von Engelhardt
Robert Theodor Alexander Baron von Engelhardt (* 25. November 1862 auf Gut Foelk (Föl[c]k, estnisch Laatre, heute Mulgi) im Gouvernement Livland, Russisches Kaiserreich; † 21. Juni 1936 in Dorpat, Estland, nach anderen Angaben in Den Haag, Niederlande) war ein deutsch-baltischer Landschaftsmaler.

## Leben
Robert von Engelhardt, Spross des deutschbaltischen Adelsgeschlechtes Engelhardt aus dem Haus Kempen-Fölck, Sohn des russischen Kapitäns Robert Karl Emil von Engelhardt (1810–1898) und dessen Ehefrau Wilhelmine Alexandra von Engelhardt (aus dem Haus Engelhardt-Ayakar, 1823–1878), studierte ab 1879 Malerei an der Kunstakademie Düsseldorf. 1889/1890 war er dort Schüler der Klasse für Ornamentik und Dekoration von Adolf Schill. Er lebte als Kunstmaler in Düsseldorf, war dort seit 1882 im Düsseldorfer Ruderverein 1880 aktiv und galt als „gefeiertster Ruderer des Vereins“. Nach dem Ersten Weltkrieg lebte er in Dorpat, Estland. Aus seiner 1894 in Rotterdam geschlossenen Ehe mit der Niederländerin Maria Antonetta Charlotta Wijnmalen (1872–1952), einer Tochter des Fabrikanten Cornelius Wilhelmus Catharinus Wijnmalen (1847–1911), stammte seine Tochter Manja von Engelhardt, die eine Bildhauerin und Medailleurin wurde. In zweiter Ehe heiratete er 1928 in Dorpat Erna Else (von) Wissel (1898–1993).